# Куликов, Сергей Александрович
Сергей Александрович Куликов (род. 9 апреля 1976, Свердловск, Свердловская область, РСФСР, СССР) — Председатель Правления акционерного общества «Роснано». Из-за вторжения России на Украину находится под международным санкциями Евросоюза, Великобритании, Канады и других стран.

## Образование
Окончил Военный университет Министерства обороны РФ.
Российская академия государственной службы при Президенте РФ.
МГТУ им. Н.Э. Баумана, ППК «Бизнес-информатика: новые методы и технологии управления» (бюджет).
Военная академия Генерального штаба ВС РФ — защита диссертации на соискание учёной степени кандидата экономических наук.
Является автором 18 научных публикаций, в том числе одной монографии.
2011 год — по настоящее время — профессор Академии военных наук РФ.
2011 год — по настоящее время — доцент кафедры предпринимательства и внешнеэкономической деятельности (ИБМ-6) МГТУ им. Н.Э. Баумана.

## Профессиональная деятельность
1994—2000 годы — служба в Вооружённых силах РФ.
2001—2008 годы — «Рособоронэкспорт».
2008—2009 годы — заместитель руководителя Аппарата — помощник генерального директора Государственной корпорации «Ростехнологии».
2009—2013 годы — руководитель Аппарата генерального директора Государственной корпорации «Ростехнологии».
2011 год — по настоящее время — член правления ОООР «Союз машиностроителей России».
2013—2016 годы — исполнительный директор госкорпорации «Ростех».
2014—2015 годы — генеральный директор ООО «РТ-Развитие бизнеса», член совета директоров ООО «РТ-Развитие бизнеса».
В разные периоды с 2014 по 2016 являлся: председателем совета директоров ООО «РТ-Глобальные Ресурсы», «Рт-Информ», входил в наблюдательный совета Фонда развития промышленности, ООО «РТ-Развитие бизнеса», АО «Объединённая приборостроительная корпорация», ПАО «Корпорация ВСМПО-АВИСМА», АО «Швабе».
Являлся членом Совета директоров в компаниях: ОАО «Мегафон», Yota Holding Limited, ОАО «Ростелеком», ОАО «Воентелеком».
3 декабря 2020 года, был утверждён на пост председателя правления «Роснано» на пять лет.

### Начало карьеры
Окончил Суворовское училище, отучился по квоте в закрытом вузе, Военном университете Минобороны и некоторое время работал в одном из управлений оборонного ведомства.
25-летнего Куликова заметил руководивший «Промэкспортом» Сергей Чемезов. Вместе они перешли в объединённую структуру по продажам российских вооружений за рубеж — «Рособоронэкспорт», где Куликов продолжил работу под руководством Сергея Чемезова. Чемезов договаривался о поставках или совместном производстве вооружений, а Куликов отвечал за взаимодействие с иностранными заказчиками.

### Оптимизация «ВСМПО-Ависма»
Начиная с 2006 года «Рособоронэкспорт» и команда Сергея Чемезова занимались оптимизацией производства и реформой системы управления в российской титановой корпорации «ВСМПО-Ависма». Сергей Куликов отвечал за координацию рабочей группы, помогавшей запускать ряд совместных проектов с американским авиастроительным концерном Boeing.
В частности, в Свердловской области в 2009 году заработало совместное производство Urals Boeing Manufacturing с целью первичной обработки титановых штамповок для нового самолёта 787 Dreamliner. Тогда же Boeing официально объявил о своих намерениях в ближайшие 30 лет закупить в России титановой продукции, материалов, комплектующих и интеллектуальных сервисов на общую сумму 27 млрд долл.
22 декабря 2016 года Boeing и «ВСМПО-Ависма» договорились о запуске второй промышленной площадки, которая будет ориентирована как на семейство лайнеров 787, так и на новые модели 737 MAX и 777X. Предприятие заработает на территории Свердловской области в первом квартале 2018 года.
В «Ростехе» отмечают, что «ВСМПО-Ависма» благодаря сотрудничеству с Boeing получила прямой доступ к целому ряду технологий.

### Успех Yota
«Ростех» владел блокпакетом акций «Скартела» (материнской компании бренда Yota) почти с самого своего основания. Сергей Куликов поверил в провайдера, занимавшегося развитием новых для России технологий мобильной связи WiMAX и LTE.
Реальных денег корпорация оператору не давала, но был предпринят ряд шагов для выстраивания репутации Yota как нового сильного игрока на рынке связи. Сначала летом 2010 года в Казани Yota второй в мире после Норвегии объявила о запуске сети по новой технологии LTE-advanced, что расценивалось как долгожданный стандарт 4G. Затем в марте 2011 года в присутствии премьер-министра РФ Владимира Путина соглашение с Yota о развитии LTE-сети в стране подписали главы крупнейших мобильных операторов России.
В 2012 году Yota была продана «Мегафону», что привело к получению ею статуса федерального мобильного оператора с собственными SIM-картами. Подготовкой сделки занимался Сергей Куликов, выполнявший функции портфельного управляющего. По данным «Независимой газеты», Алишер Усманов считал актив настолько перспективным, что заплатил за него 1,1 млрд долларов. Благодаря этому соглашению «Ростех» обзавёлся косвенным пакетом в «Мегафоне» через компанию Garsdale, который приносил и продолжает приносить госкорпорации прибыль — за прошедшие годы она уже получила 1,5 млрд руб. дивидендов, а стоимость её доли на конец 2016 года оценивалась в 5 млрд руб.

### Развитие и продажа YotaPhone
В 2015 году гонконгская компания REX Global приняла решение купить 30 % компании Yota Devices, в которой «Ростех» владеет блокирующим пакетом акций. При этом блокпакет у «Ростеха» после этой сделки остался и по курсу на конец 2016 года оценивался в 3 млрд руб. Yota Devices известна прежде всего выпуском российского смартфона YotaPhone с двумя экранами, цветным и чёрно-белым.

### Работа в дирекции «Ростеха»
На должности исполнительного директора госкорпорации «Ростех» (бывш. «Ростехнологий») Сергей Куликов провёл организационную реформу, в результате которой сократилось количество уровней управления между простым рабочим и гендиректором.
Одним из заметных нововведений Сергея Куликова стал ребрендинг корпорации — в конце 2012 года «Ростехнологии» стали «Ростехом». Необходимость выхода на глобальные рынки требовала короткого и внятного имени. Проект ребрендинга осуществил центр стратегических коммуникаций «Апостол» совместно с английским дизайнером Хейзл Макмиллан, которая, в частности, участвовала в ребрендинге британской железной дороги и почты.
Швейцарская консалтинговая компания Assessa оценила стоимость нового бренда «Ростеха» в 31,2 млрд руб.

### Электронный кластер «Ростеха»
20 октября 2015 года Сергей Куликов был назначен индустриальным директором электронного кластера корпорации «Ростех».
Электронный кластер является вторым по размеру кластером в корпорации, на него приходится 250 млрд рублей выручки за 2014 год.
19 декабря 2016 года стало известно, что правление «Ростеха» утвердило стратегию развития электронного кластера до 2025 года. «На базе стратегии „Ростеха“ была принята достаточно амбициозная стратегия электронного кластера корпорации до 2025 года. Среднегодовой рост выручки холдингов и организаций кластера должен составить 22,4 % до 2025 года. Стратегия строится на кардинальном увеличении в структуре выручки доли гражданской продукции, которая к 2025 году должна составлять более 60 %», — прокомментировал директор кластера Сергей Куликов.

## Санкции
9 марта 2022 года, из-за вторжения России на Украину, Куликов внесён в санкционный список стран Евросоюза как член ближайшего окружения Владимира Путина и как бизнесмен «занятый в секторах экономики, обеспечивающих существенный источник дохода правительству России, которое несет ответственность за аннексию Крыма и дестабилизацию Украины».
3 мая 2022 года включён в санкционный список Канады «близких соратников российского режима» за «соучастие в выборе президента Путина вторгнуться в мирную и суверенную страну».
По аналогичным основаниям находится под санкциями Великобритании, Украины, Швейцарии и Новой Зеландии. Также Куликов был внесён ФБК в список коррупционеров и разжигателей войны.

## Оценки
- Денис Мантуров, министр промышленности и торговли РФ:

«Сергей Куликов обладает серьёзным опытом работы с индустриальными активами, обладает знанием потребностей отрасли, а также пониманием потенциала развития современных производителей. Уверен, он сможет привнести необходимые компетенции, обеспечить синергию работы предприятий и внести вклад в формирование и реализацию стратегии опережающего развития целого кластера».
- Алексей Мухин, политолог, гендиректор «Центра политической информации»:

«В узких кругах Куликов ещё с середины двухтысячных получил известность главного переговорщика „Ростеха“ (после своего руководителя Сергея Чемезова, естественно)».
В 2016 году Сергей Куликов был охарактеризован как «обладающим способностью привносить в отрасли здоровый рыночный климат».

## Награды
- Почётная грамота Президента Российской Федерации (8 февраля 2017) — за активное участие в общественно-политической жизни российского общества[19].